# Haploniscus saphos
Haploniscus saphos är en kräftdjursart som beskrevs av Roger J. Lincoln1985. Haploniscus saphos ingår i släktet Haploniscus och familjen Haploniscidae.
Artens utbredningsområde är havet kring Nya Zeeland. Inga underarter finns listade i Catalogue of Life.